# McLaren MP4/5
Der McLaren MP4/5 ist ein Formel-1-Rennwagen des Teams McLaren, der in der Saison 1989 eingesetzt wurde. Ayrton Senna und Alain Prost gewannen mit dem von Neil Oatley entwickelten Wagen zehn Grand Prix und erzielten 15 Pole-Positions.
In der Saison 1990 erzielten Senna und Gerhard Berger mit der McLaren MP4/5B genannten, modifizierten Version des Fahrzeugs weitere sechs Siege und zwölf Pole-Positions. In beiden Jahren gewann McLaren sowohl die Fahrer- als auch die Konstrukteursweltmeisterschaft.

## Technik

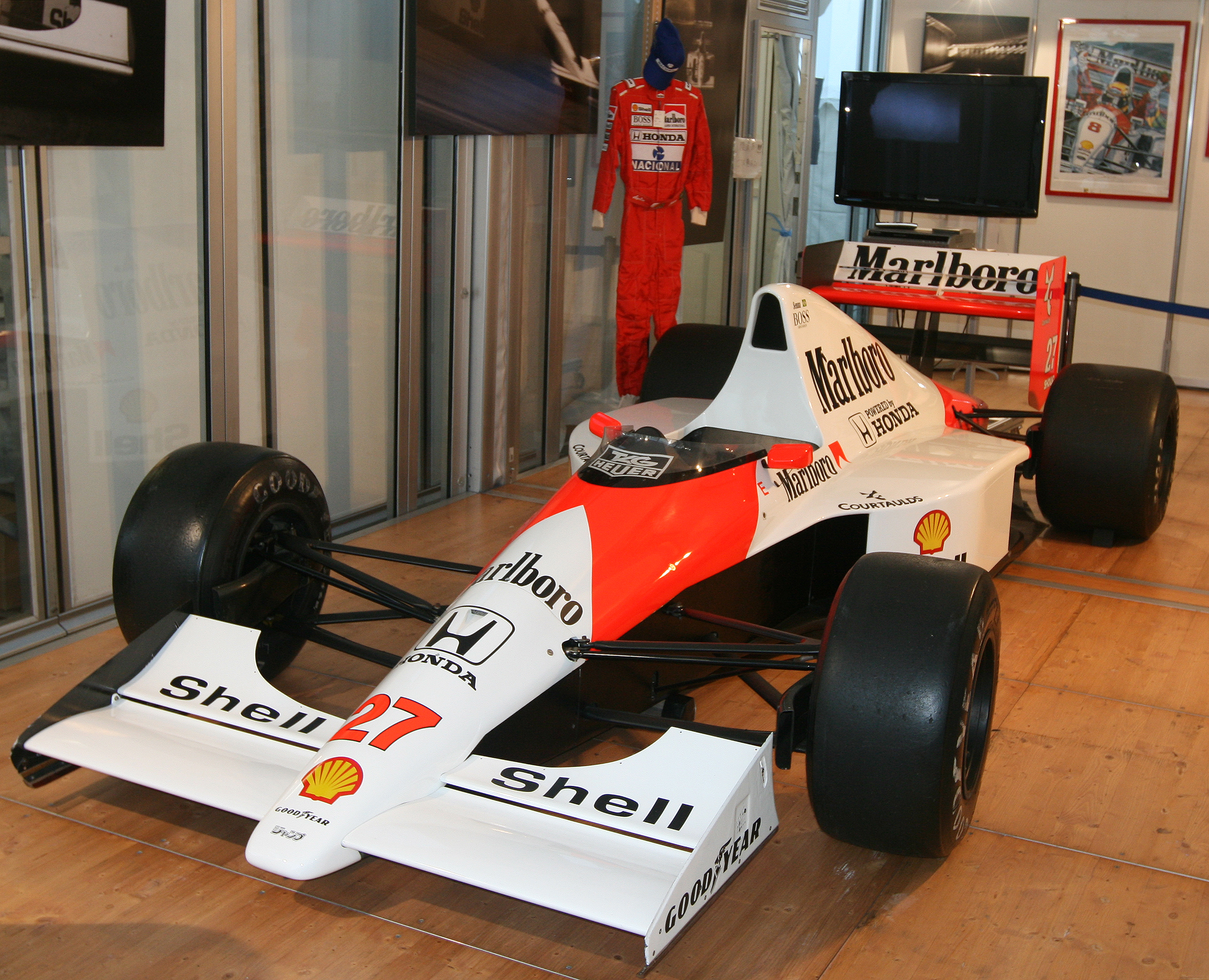
McLaren MP4-5B von Ayrton Senna

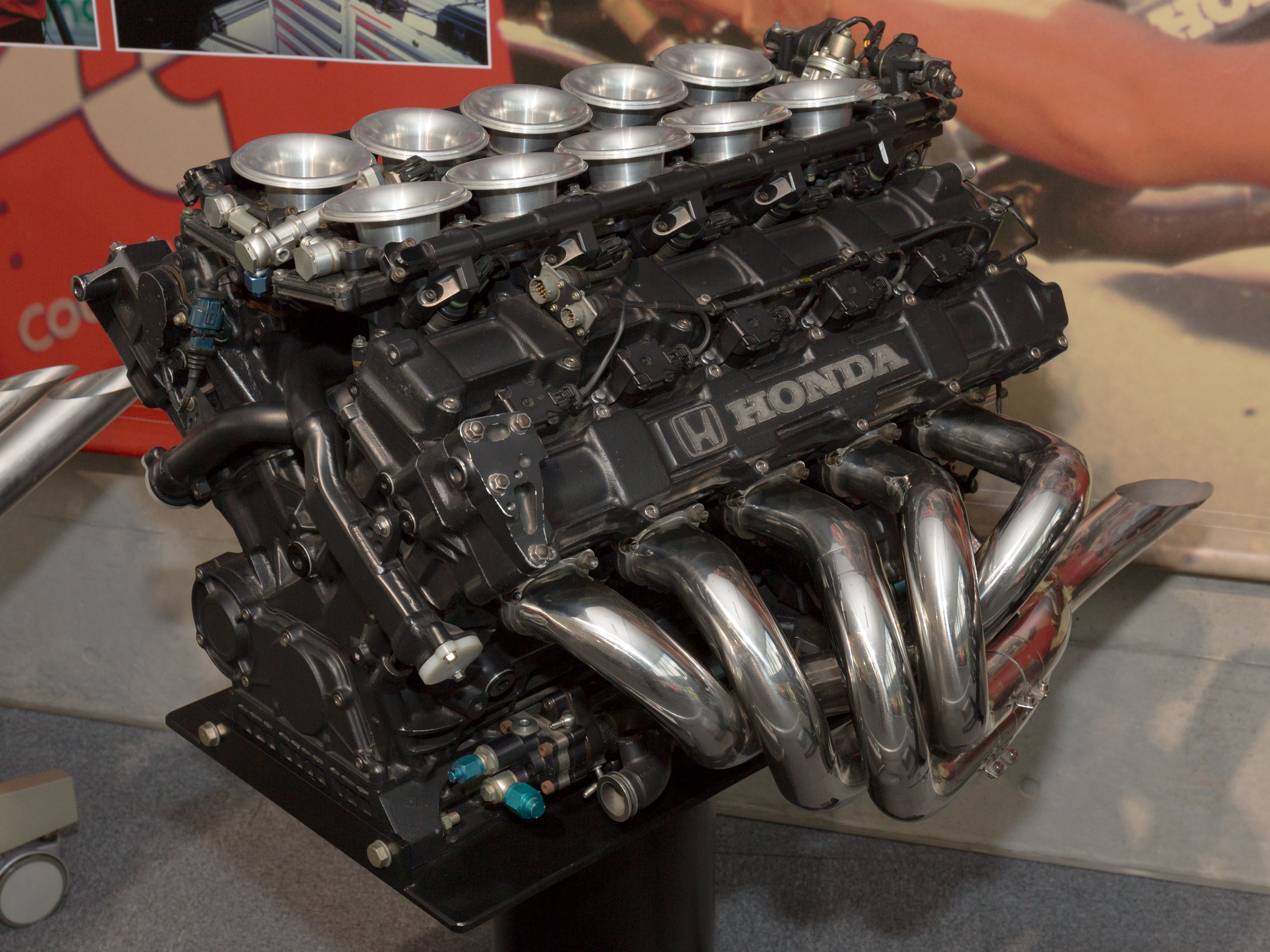
Motor des McLaren MP4/5
(Honda RA109E)

Das Monocoque war eine Sandwichkonstruktion mit Deckschichten aus kohlenstofffaserverstärktem Kunststoff und einem Kern in Wabenstruktur und wurde bei Hercules Aerospace in den USA gefertigt. Die vorderen und hinteren Radaufhängungen bestanden aus doppelten, übereinanderliegenden Dreiecksquerlenkern. Die Befestigungen der vorderen Querlenker lag oben außerhalb, unten innerhalb des Monocoques, die unteren Querlenker an der Hinterachse waren am Getriebe befestigt. Die Stoßdämpfer stammten von der Showa Corporation und konnten vom Cockpit aus in der Härte verstellt werden. Die Bremsscheiben aus kohlenstoffverstärkter Siliziumkarbidkeramik wurden von Carbon Industries gefertigt, die Vierkolben-Bremszangen kamen von Brembo.
Angetrieben wurde der MP4/5 von einem V10-Motor von Honda mit 72° Zylinderbankwinkel und der Typenbezeichnung RA109E (1989) bzw. RA100E (1990), der ein Gewicht von 153 kg hatte. Der längs vor der Hinterachse eingebaute Saugmotor hatte 3493 cm³ Hubraum, die Bohrung betrug 92,0 mm und der Hub 52,5 mm. Der RA109E leistete bei 12.800 min−1 660–680 PS, der RA100E drehte 13.300 min−1 und leistete etwa 20 PS mehr. Die Kraftübertragung übernahm ein Sechsgang-Schaltgetriebe von McLaren, die trockene Mehrscheibenkupplung mit kohlenstofffaserverstärkten Scheiben kam von AP Racing. Im Laufe der Saison 1990 testete McLaren mehrmals ein halbautomatisches Getriebe mit hydropneumatischem Gangwechselsystem, das jedoch wegen Standfestigkeitsproblemen nie im Rennen verwendet wurde.
Die Überarbeitungen beim MP4/5B betrafen hauptsächlich die Aerodynamik: Die Frontpartie wurde höher und schmaler, auch die Seitenkästen wurden erhöht, um eine bessere Ausströmung der Kühlluft zu ermöglichen. Wegen der großen Körperlänge von Gerhard Berger musste zudem der Überrollbügel, sowohl an der Airbox, als auch vor dem Cockpit, erhöht werden. Ab dem Großen Preis von Spanien verwendete McLaren einen vergrößerten Diffusor mit verlängerten Luftschächten.

## Ergebnisse
McLaren MP4/5 Honda 3.5 V10
| Fahrer                          | Nr.                             | 1  | 2 | 3 | 4   | 5   | 6   | 7   | 8   | 9 | 10  | 11 | 12  | 13  | 14 | 15  | 16  | Punkte | Rang |
| ------------------------------- | ------------------------------- | -- | - | - | --- | --- | --- | --- | --- | - | --- | -- | --- | --- | -- | --- | --- | ------ | ---- |
| Formel-1-Weltmeisterschaft 1989 | Formel-1-Weltmeisterschaft 1989 |    |   |   |     |     |     |     |     |   |     |    |     |     |    |     |     | 141    | 1.   |
| A. Senna                        | 01                              | 11 | 1 | 1 | 1   | DNF | 7*  | DNF | DNF | 1 | 2   | 1  | DNF | DNF | 1  | DSQ | DNF | 141    | 1.   |
| A. Prost                        | 02                              | 2  | 2 | 2 | (5) | 1   | DNF | 1   | 1   | 2 | (4) | 2  | 1   | 2   | 3  | DNF | DNF | 141    | 1.   |

| Legende  | Legende            | Legende                                                          |
| Farbe    | Abkürzung          | Bedeutung                                                        |
| -------- | ------------------ | ---------------------------------------------------------------- |
| Gold     | –                  | Sieg                                                             |
| Silber   | –                  | 2. Platz                                                         |
| Bronze   | –                  | 3. Platz                                                         |
| Grün     | –                  | Platzierung in den Punkten                                       |
| Blau     | –                  | Klassifiziert außerhalb der Punkteränge                          |
| Violett  | DNF                | Rennen nicht beendet (did not finish)                            |
| Violett  | NC                 | nicht klassifiziert (not classified)                             |
| Rot      | DNQ                | nicht qualifiziert (did not qualify)                             |
| Rot      | DNPQ               | in Vorqualifikation gescheitert (did not pre-qualify)            |
| Schwarz  | DSQ                | disqualifiziert (disqualified)                                   |
| Weiß     | DNS                | nicht am Start (did not start)                                   |
| Weiß     | WD                 | zurückgezogen (withdrawn)                                        |
| Hellblau | PO                 | nur am Training teilgenommen (practiced only)                    |
| Hellblau | TD                 | Freitags-Testfahrer (test driver)                                |
| ohne     | DNP                | nicht am Training teilgenommen (did not practice)                |
| ohne     | INJ                | verletzt oder krank (injured)                                    |
| ohne     | EX                 | ausgeschlossen (excluded)                                        |
| ohne     | DNA                | nicht erschienen (did not arrive)                                |
| ohne     | C                  | Rennen abgesagt (cancelled)                                      |
| ohne     | keine WM-Teilnahme |                                                                  |
| sonstige | P/fett             | Pole-Position                                                    |
| sonstige | 1/2/3/4/5/6/7/8    | Punktplatzierung im Sprint-/Qualifikationsrennen                 |
| sonstige | SR/kursiv          | Schnellste Rennrunde                                             |
| sonstige | *                  | nicht im Ziel, aufgrund der zurückgelegten Distanz aber gewertet |
| sonstige | ()                 | Streichresultate                                                 |
| sonstige | unterstrichen      | Führender in der Gesamtwertung                                   |

McLaren MP4/5B Honda 3.5 V10
| Fahrer                          | Nr.                             | 1   | 2 | 3   | 4 | 5 | 6   | 7 | 8   | 9 | 10  | 11 | 12 | 13 | 14  | 15  | 16  | Punkte | Rang |
| ------------------------------- | ------------------------------- | --- | - | --- | - | - | --- | - | --- | - | --- | -- | -- | -- | --- | --- | --- | ------ | ---- |
| Formel-1-Weltmeisterschaft 1990 | Formel-1-Weltmeisterschaft 1990 |     |   |     |   |   |     |   |     |   |     |    |    |    |     |     |     | 121    | 1.   |
| A. Senna                        | 27                              | 1   | 3 | DNF | 1 | 1 | 20* | 3 | 3   | 1 | 2   | 1  | 1  | 2  | DNF | DNF | DNF | 121    | 1.   |
| G. Berger                       | 28                              | DNF | 2 | 2   | 3 | 4 | 3   | 5 | 14* | 3 | DNF | 3  | 3  | 4  | DNF | DNF | 4   | 121    | 1.   |

| Legende  | Legende            | Legende                                                          |
| Farbe    | Abkürzung          | Bedeutung                                                        |
| -------- | ------------------ | ---------------------------------------------------------------- |
| Gold     | –                  | Sieg                                                             |
| Silber   | –                  | 2. Platz                                                         |
| Bronze   | –                  | 3. Platz                                                         |
| Grün     | –                  | Platzierung in den Punkten                                       |
| Blau     | –                  | Klassifiziert außerhalb der Punkteränge                          |
| Violett  | DNF                | Rennen nicht beendet (did not finish)                            |
| Violett  | NC                 | nicht klassifiziert (not classified)                             |
| Rot      | DNQ                | nicht qualifiziert (did not qualify)                             |
| Rot      | DNPQ               | in Vorqualifikation gescheitert (did not pre-qualify)            |
| Schwarz  | DSQ                | disqualifiziert (disqualified)                                   |
| Weiß     | DNS                | nicht am Start (did not start)                                   |
| Weiß     | WD                 | zurückgezogen (withdrawn)                                        |
| Hellblau | PO                 | nur am Training teilgenommen (practiced only)                    |
| Hellblau | TD                 | Freitags-Testfahrer (test driver)                                |
| ohne     | DNP                | nicht am Training teilgenommen (did not practice)                |
| ohne     | INJ                | verletzt oder krank (injured)                                    |
| ohne     | EX                 | ausgeschlossen (excluded)                                        |
| ohne     | DNA                | nicht erschienen (did not arrive)                                |
| ohne     | C                  | Rennen abgesagt (cancelled)                                      |
| ohne     | keine WM-Teilnahme |                                                                  |
| sonstige | P/fett             | Pole-Position                                                    |
| sonstige | 1/2/3/4/5/6/7/8    | Punktplatzierung im Sprint-/Qualifikationsrennen                 |
| sonstige | SR/kursiv          | Schnellste Rennrunde                                             |
| sonstige | *                  | nicht im Ziel, aufgrund der zurückgelegten Distanz aber gewertet |
| sonstige | ()                 | Streichresultate                                                 |
| sonstige | unterstrichen      | Führender in der Gesamtwertung                                   |